# Fuego contra fuego
«Fuego Contra Fuego» (с англ. — «Огонь против огня») — первый сингл с дебютного сольного альбома Рики Мартина Ricky Martin, выпущенный 2 сентября 1991 года. Также был выпущен клип. Песня попала на третью строку в Hot Latin Songs в США.
В 2000 году «Fuego Contra Fuego» был перезаписан и включён в альбом лучших хитов Мартина La Historia. В 2008 году он также вошёл в другой сборник под названием 17. Продюсерами новой песни стали Дэнни Лопес и Томми Торрес.

## Форматы и трек-лист
Latin America promotional 12" single
1. «Fuego Contra Fuego» — 4:19

## Чарты
| Чарт (1991/1992)             | Наивысшая позиция |
| ---------------------------- | ----------------- |
| US Billboard Hot Latin Songs | 3                 |